# Desiderio Hernández Xochitiotzin
Desiderio Hernández Xochitiotzin (Contla de Juan Cuamatzi, Tlaxcala, México; 11 de febrero de 1922 - Tlaxcala de Xicohténcatl, 14 de septiembre de 2007) fue una figura relevante del muralismo mexicano, de origen tlaxcalteca, que interpretó la historia de su pueblo plasmándola en las paredes del Palacio de Gobierno. Además fue dibujante, pintor, grabador, escritor, arquitecto, cronista, catedrático, investigador y restaurador. Sus obras fueron expuestas en el museo del Vaticano y la Universidad de Harvard entre otras y tuvieron el reconocimiento de la Universidad de la Sorbona, Francia, y de la Universidad de Estocolmo, Suecia.

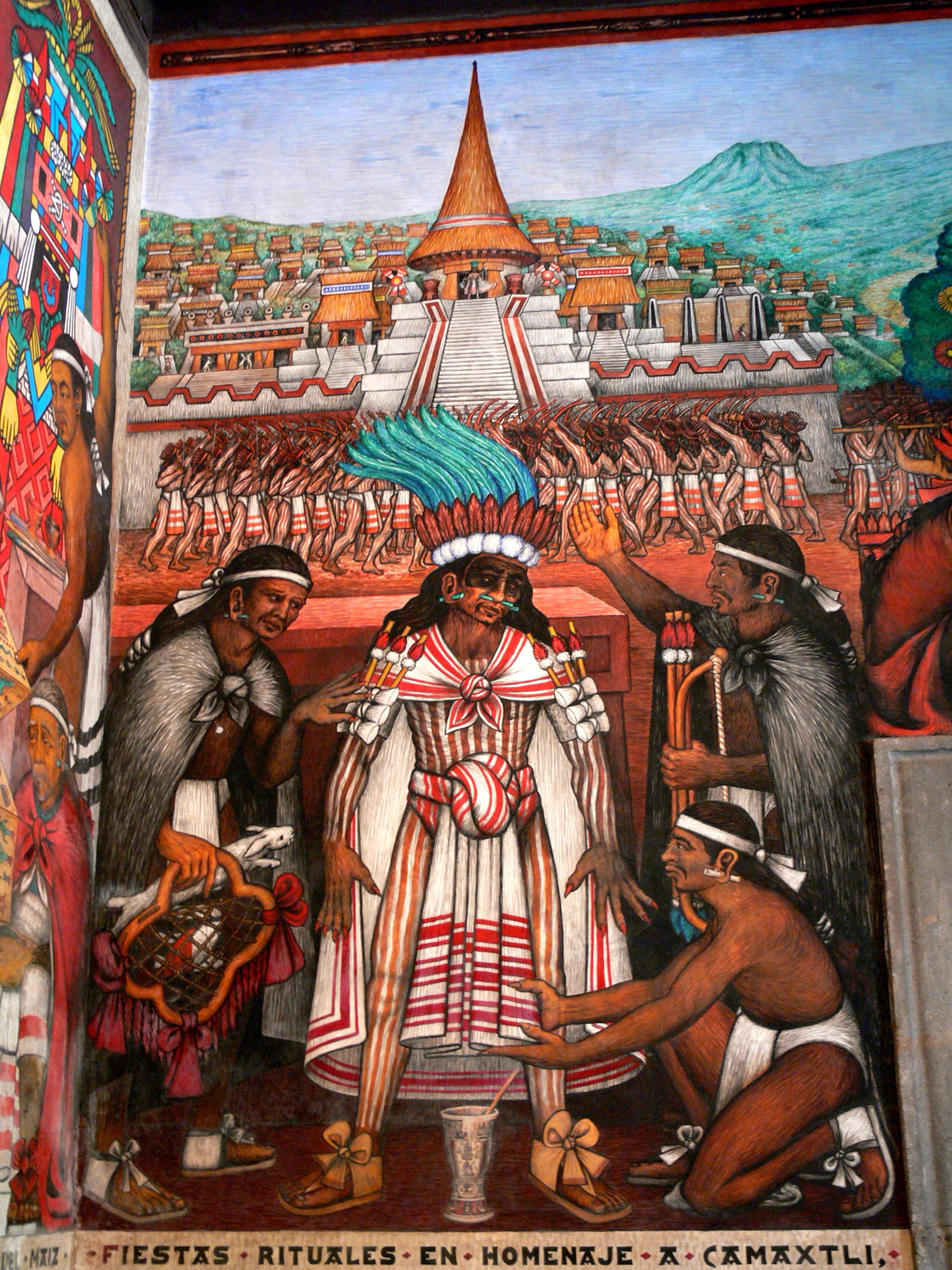
Mural en el Palacio de Gobierno, Tlaxcala. Homenaje a Camaxtli.

## Biografía
Nació el 11 de febrero de 1922, en el barrio de Santa María Tlacatepac del pueblo de San Bernardino (Contla de Juan Cuamatzi), Tlaxcala, México. Hijo de don Alejandro de la Cruz Hernández de la Rosa y doña Natividad Xochitiotzin Saldaña.

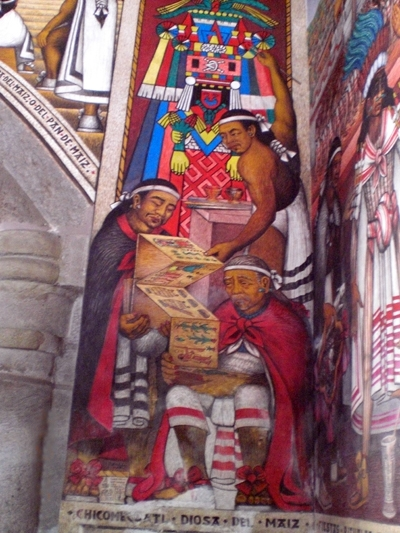
Autorretato propio de Desiderio Hernández ataviado de tlaxcalteca y pintando La Diosa Del Maíz, también está viendo un antiguo códice; su abuelo se encuentra sentado junto a su padre que está de pie.

Aproximadamente al año de vida, sus padres lo llevaron a vivir al estado de Puebla, donde pasó su infancia y juventud. En casa, su madre le llamaba "Jesús"; debido al nombre con el cual fue bautizado, José del Sagrado Corazón de Jesús Desiderio. Desde pequeño mostró un espíritu inquieto y atraído por las artes, ya que cuando cursaba la primaria, combinaba sus estudios acudiendo al taller artesanal de su padre. Se formó en la Academia de Bellas Artes de la ciudad de Puebla e hizo su primera exposición importante en 1947. Realizó obras y trabajos artísticos tanto en México como en Europa.
Estudió la obra de artistas como José Guadalupe Posada, Agustín Arrieta, Francisco Goitia, en particular la obra de grandes muralistas mexicanos, específicamente la de Diego Rivera.
Perteneció a la segunda generación de los grandes muralistas del siglo XX y fue el último muralista al fresco que había en el país, dejando su principal obra en el Palacio de Gobierno de la ciudad capital de Tlaxcala, en el que plasmó toda la rica historia de esta tierra y al mismo tiempo demostró su gran conocimiento en materia de historia y cultura del lugar, por eso se destacó como catedrático y conferencista. 
Siendo un hombre humilde pero con personalidad animosa, puso en alto al estado de Tlaxcala y a México en Europa.
En abril de 2006 el Congreso del Estado determinó concederle el título honorífico de "Embajador de la Cultura Tlaxcalteca" además de otorgarle una pensión económica. Recorrió gran parte de Europa con este título mientras realizaba parte de sus investigaciones.

## Obras

### Pintura
Con base a la propuesta del entonces gobernador de Tlaxcala, Joaquín Cisneros Molina, en febrero de 1957 inició los murales del Palacio de Gobierno, los que sintetizan la historia local y despiertan gran admiración de compatriotas y extranjeros.
Esta obra abarca una superficie de más de 500 metros cuadrados de los muros del hermoso Palacio de Gobierno. Aquí el artista logra que sus trazos y coloridos sean vitales y cálidos conductores de una fuerza que atrapa la atención de cualquier espectador. Con su vigoroso realismo y sorprendente colorido despierta en el público una doble emoción: la reflexión, que surge a través de su tema histórico y humano, y el asombro, por su manera muy particular de manejar el color. La realización de estos magníficos murales, trabajados al fresco acuarelados al estilo florentino, se proyectaron por vez primera en enero de 1953 en casa del poeta y dramaturgo Miguel N. Lira. Pero será hasta 1957 cuando se inician los murales, los cuales constituyen el "programa plástico más ambicioso de Xochitiotzin". La primera etapa del proyecto duró diez años, durante los cuales el autor investigó, diseñó, llevó a cabo bocetos, preparó muros y concluyó los primeros 285 metros cuadrados de mural, correspondientes a la planta baja del Palacio de Gobierno. Posteriormente, de 1967 a 1968, el maestro Xochitiotzin elabora el mural “La Conquista”. En las siguientes dos décadas, a partir de 1987, inicia los murales “El siglo de oro tlaxcalteca”, localizados en la escalera monumental. En el muro sur de la escalera, se comienza a plasmar en 1990 el “Mural del siglo de las luces al porfirismo de Tlaxcala y México”. Los murales El Siglo de Oro Tlaxcalteca son una de las obras más bellas del arte plástico mexicano del siglo XX, están a la vista de la población en el Palacio de Gobierno de Tlaxcala tras un minucioso proceso de restauración. Consta de poco más de 500 metros cuadrados de pintura mural. Su tema es la historia de Tlaxcala contada en 24 segmentos pintados, correspondientes a periodos históricos distintos. Cabe destacar que en vida reveló que entre los personajes hay gente de Tlaxcala, ahí están Beatriz Paredes, Tulio Hernández, sus hijos, nietos, su amada esposa aparece en varias escenas y hasta inmortalizó a su albañil, Los cinco primeros cuadros murales relatan la llegada del hombre a América y su arribo al Valle de México; el 6 y el 7 describen la llegada de los nahuas a éste valle y su encuentro con el águila legendaria. El mural 8 reseña la fundación de los cuatro señoríos y el 9 las fiestas del dios Camaxtli, deidad máxima de los antiguos tlaxcaltecas. Los segmentos 10 y 11 describen la reconquista de Texcoco por el rey Nezahualcóyotl; el 12 y el 13 las guerras floridas y la enemistad del reino de Tlaxcala con los mexicas. El 14 y 15 la Batalla de Atlixco y el incendio de Huejotzinco; el 16 el sacrificio del guerrero tlaxcalteca-otomí Tlahuicole; el 17 las fiestas de la diosa Xochiquetzal; y el 18 la historia mitológica del descubrimiento del maíz. El cuadro 19 describe el uso del maguey como árbol de las maravillas; el 20 el antiguo mercado de Ocotelulco; el 21 la profecía del regreso de Quetzalcóatl. El 22 la Conquista de Tenochtitlán y la alianza hispano-tlaxcalteca; el 23 el Siglo de Oro de Tlaxcala; y el 24 los siglos XVIII y XIX en la historia de Tlaxcala y México. Los murales del Palacio de Gobierno de Tlaxcala, son considerados como la última gran obra del movimiento muralista promovido inicialmente en los años 20 del siglo pasado por Diego Rivera, David Alfaro Siqueiros y José Clemente Orozco. Faltó por concluir una parte de la escalera, en ella Desiderio Hernández planteaba un reconocimiento a los reyes de España, recuerda las tres carabelas y dejó listo el boceto, sin embargo partió de este mundo sin poder concluir su magna obra.

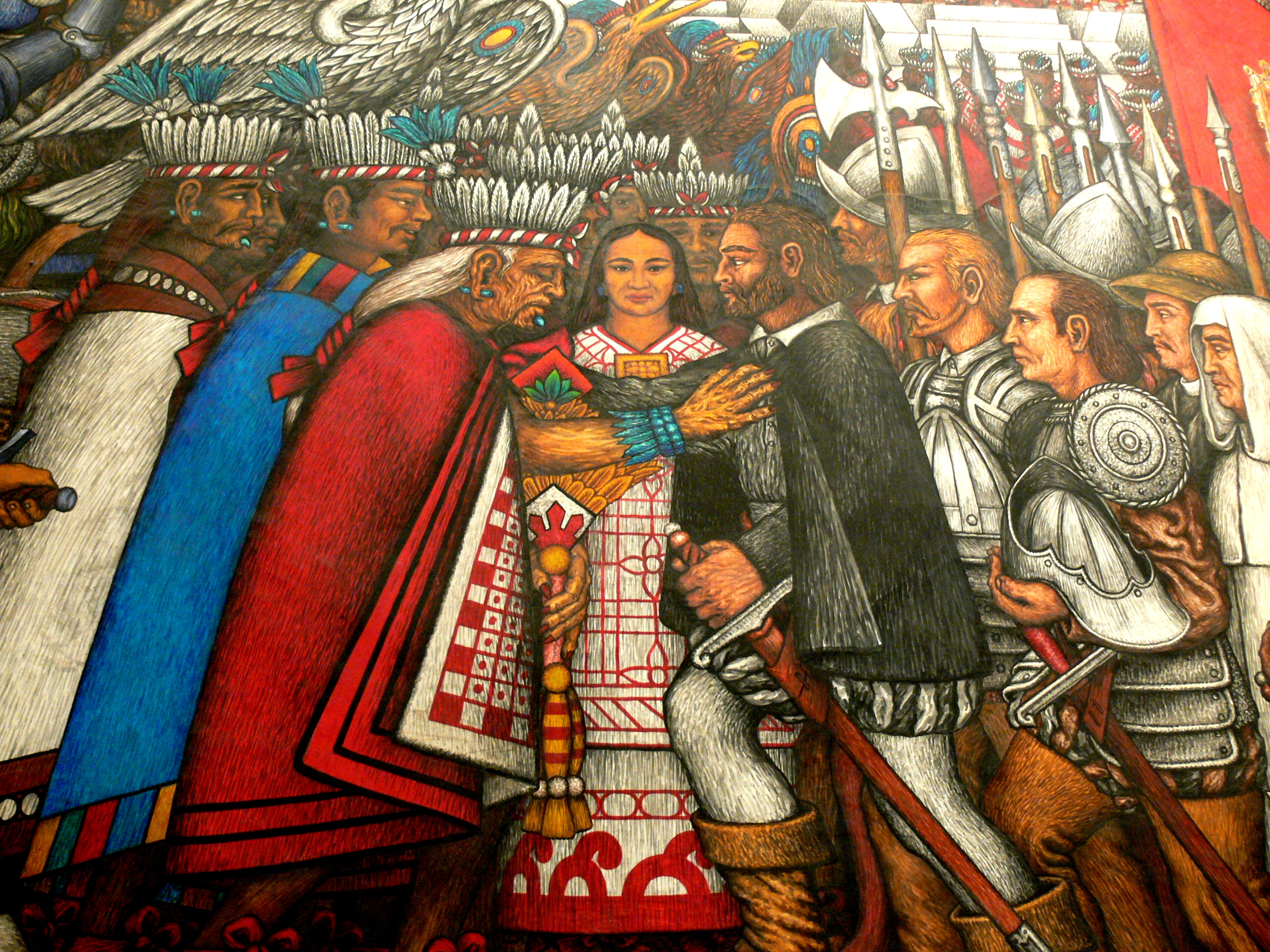
Negociaciones con los españoles. Tlaxcala
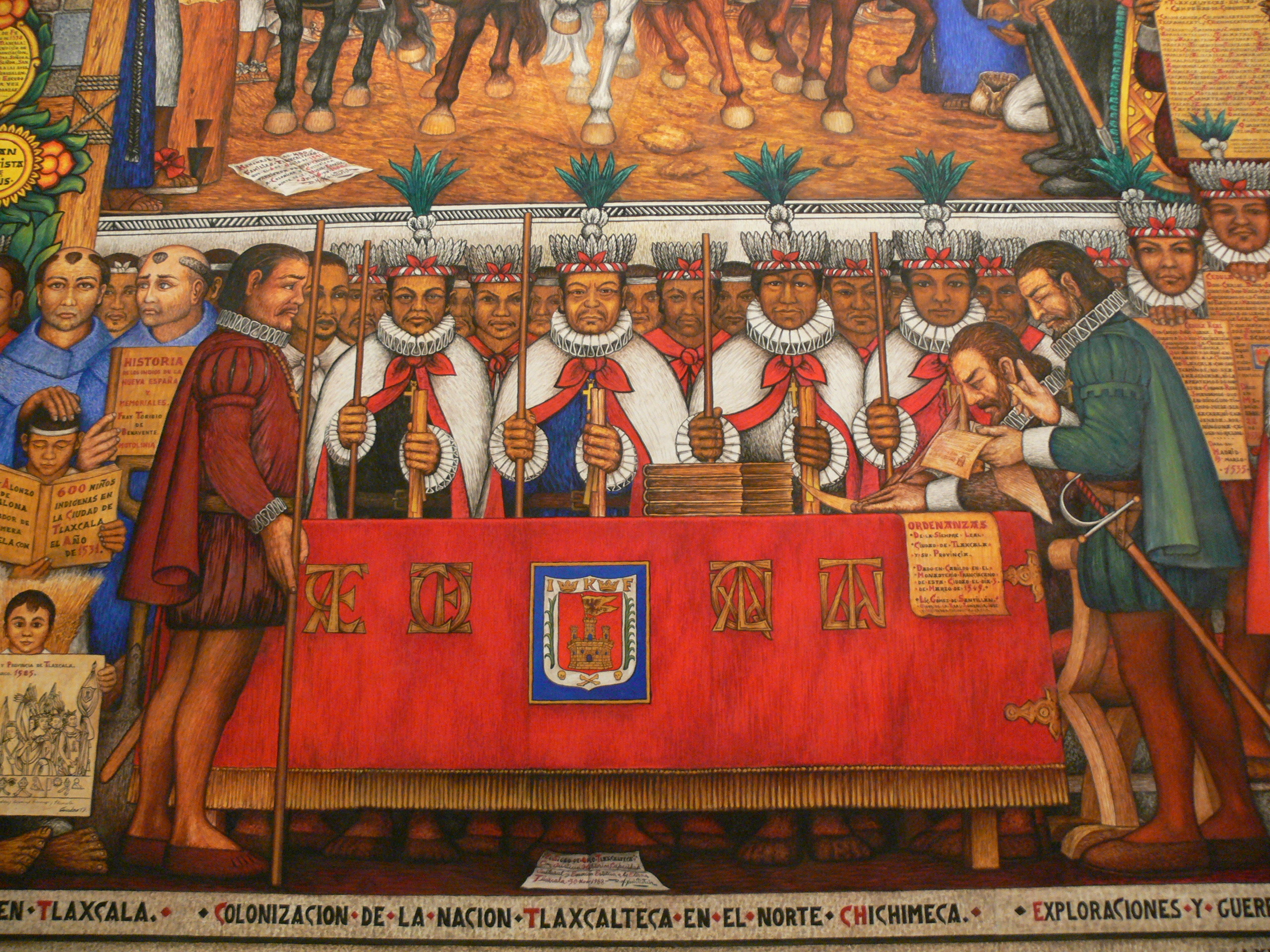
Contrato español. Tlaxcala
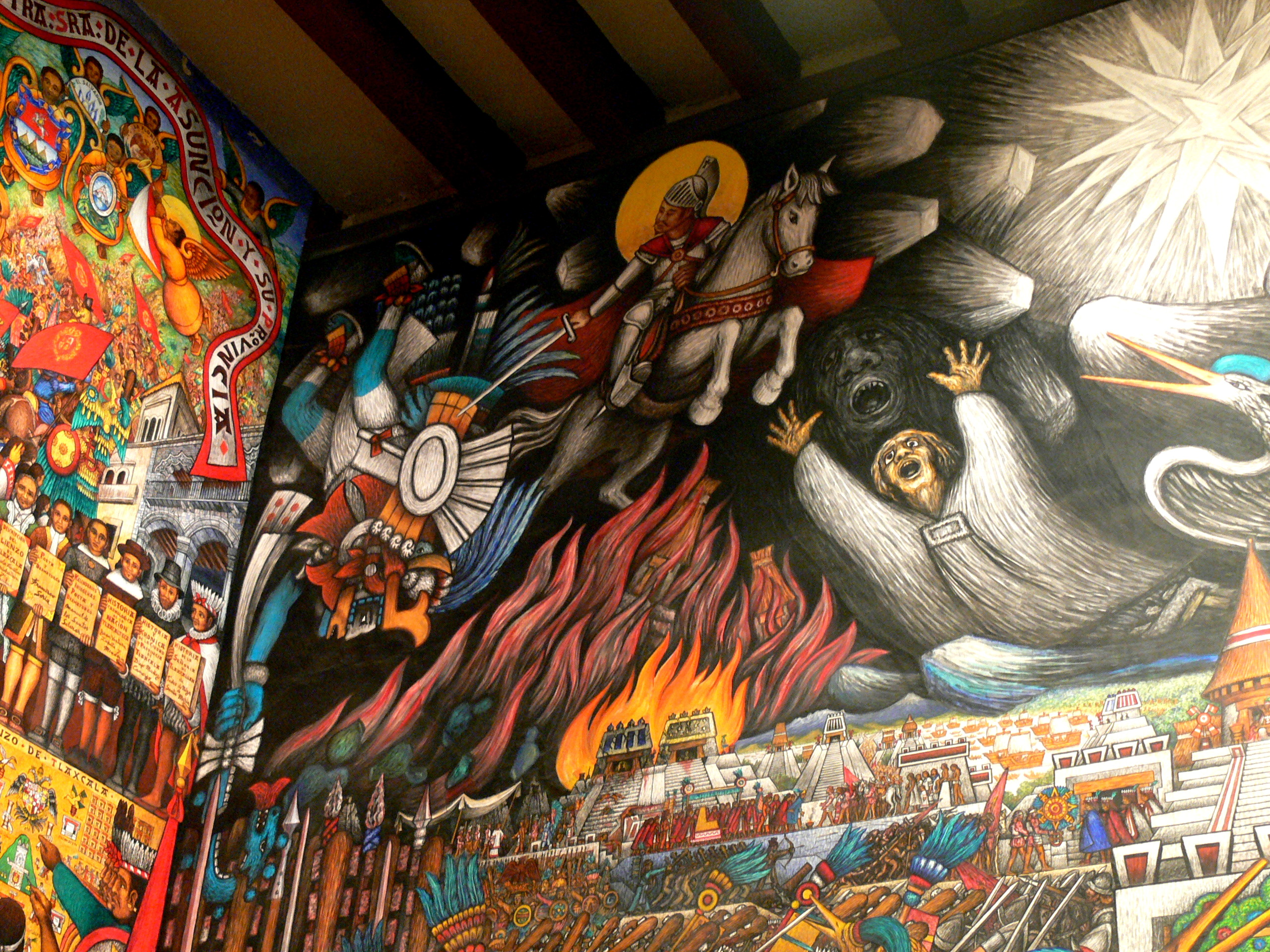
Caída de los dioses indios. Tlaxcala
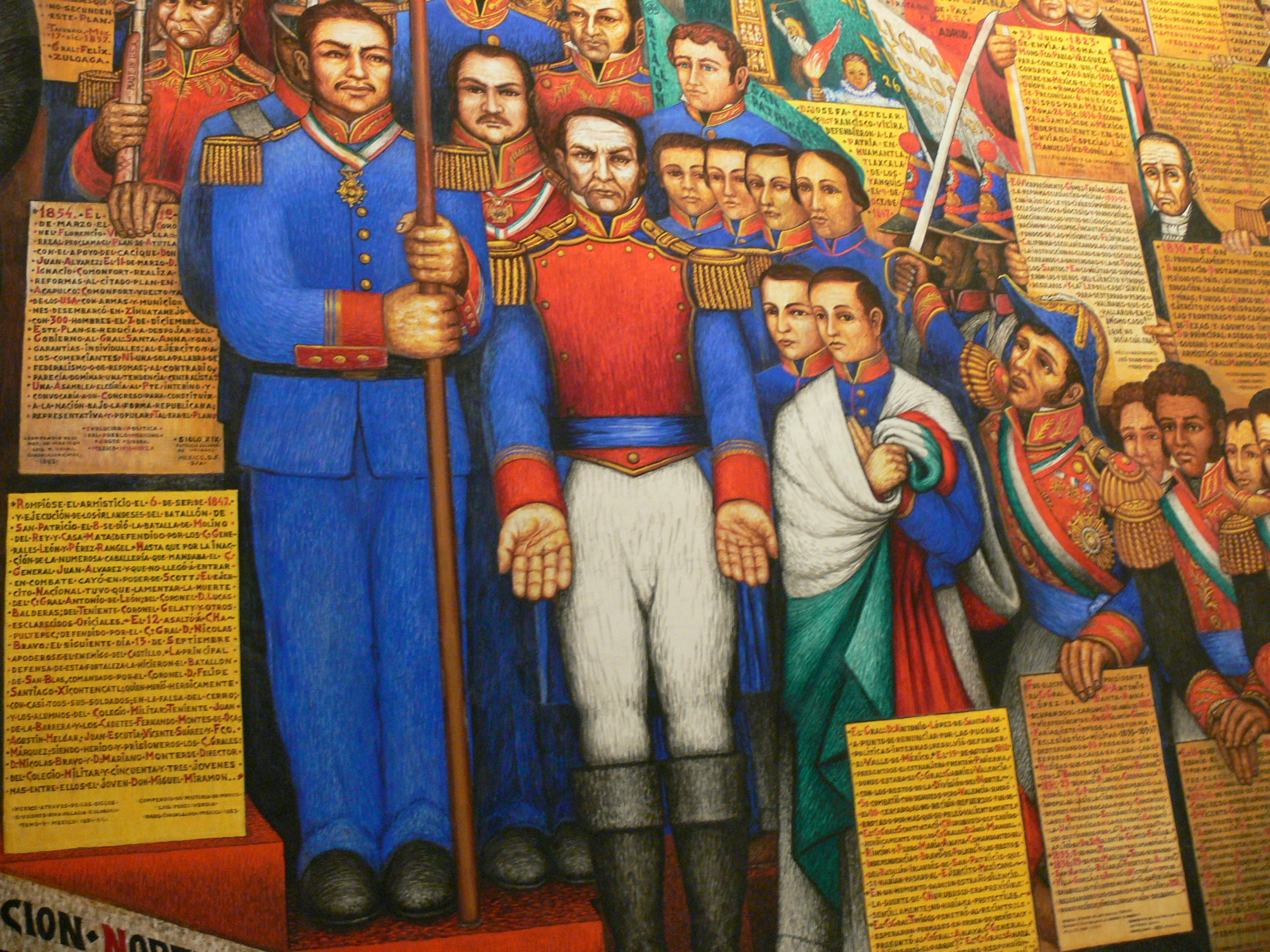

- 1968. Realizó murales en el Palacio Municipal de la ciudad de Huamantla.
- 2001. Guio la obra mural y la realiza su hijo Cuahutlatohuac H. Xochitiotzin Ortega.
- En el Seminario de Tlaxcala realizó frescos y acrílicos en interiores y exteriores.
- Murales al fresco tradicional en Tehuacán Puebla, junto con su hijo.
- En Reynosa, Tamaulipas, pintó la historia de Reynosa y sus contornos.

- En pinturas de caballete:
  - Cempoalxochiles. Óleo. 65 x 66 cm. Año 1950.
  - Juan Diego Cuahutlatohuac. Grafito. 28 x 49 cm. Año 1953.
  - Retrato de Lilia Ortega. Óleo. 61 x 80. Año 1956.
  - Autorretrato. Óleo. 51 x 80 cm. Año 1958.
  - Alcatraces blancos. Óleo. 70 x 100 cm. Año 1972.
  - El árbol de la vida
  - La calavera coqueta
  - El regreso. Óleo. 80 x 100 cm. Año 1972.
  - Colón. Óleo. 1.20 x 1. año 2006

### Otras áreas
Como delegado de monumentos en los años '70 y '80 realizó grandes investigaciones sobre la historia y la arquitectura antigua de Tlaxcala.
Siempre tuvo un gusto particular por la arquitectura, pero sus circunstancias no le permitieron realizar estudios académicos en esa área; sin embargo, su genialidad e interés por el saber, lo llevaron a ser arquitecto Honoris Causa gracias a sus ingeniosas y fundamentadas aportaciones.
- Realizó el proyecto del atrio de la Basílica de Ocotlán.
- Remodeló la capilla y proyectó la calzada del «Pocito de Agua Milagrosa», un manantial de agua curativa que se encuentra a 400 metros del Santuario de Ocotlán. En sus paredes interiores hay una serie de murales bíblicos que elaboró el pintor, además de otros murales de Pedro Avelino Alcántara.[4]
- Realizó el proyecto del Atrio de Zacatelco.
- El atrio de Texoloc.
- Diseñó la capilla del Seminario Diocesano de Apizaco en Tlaxcala.
- El Escudo de Xaloztoc fue diseñado por él en 1973, durante el centenario de este municipio.[5]
- Realizó los vitrales de la parroquia de Ocotlán en Puebla.
- Proyectó la remodelación del vestíbulo y las escaleras del Palacio de Gobierno de Tlaxcala.
- Diseñó su propia casa con un estilo arquitectónico que el denominó «estilo Tlaxcala». Está contemplado convertirla en museo en su honor.
- Estudió todos los estilos arquitectónicos y realizó un profundo análisis de la arquitectura virreinal de la ciudad de Tlaxcala, conociendo profundamente los elementos y características de cada uno de los edificios de la ciudad.
- Realizó los murales y trabajó en conjunto con el arquitecto Pavón, en el edificio de cerámica mayólica ubicado en la calle 16 de Septiembre y 3 Poniente, frente a la Catedral de Puebla.
- Fue fundador de la Escuela de Arquitectura de la Benemérita Universidad Autónoma de Puebla BUAP, y catedrático hasta 1968.[cita requerida]
- También trabajó en restauraciones y remodelaciones en diferentes edificios históricos civiles y religiosos de los estados de Tlaxcala y Puebla.
- Ilustró el texto “Leyenda sobre la Fundación” de San Pedro Cholula, el que junto con la ilustración fue fundido en una placa de bronce que se colocó en la entrada del ayuntamiento.[6]

### Libros
- Son muchos los libros que hacen referencia a su obra, entre ellos, Ilustradores de libros: guion biobibliográfico,[7] y Pintura mural de México: la época prehispánica, el Virreinato y los grandes artistas de nuestro siglo.[8]

- Luis Nava Rodríguez escribió su biografía en el libro Xochitiotzin, su vida y su obra, en 1982.[9]
- Libros ilustrados por Desiderio Hernández Xochitiotzin:
  - Hablemos con los ángeles. Poesía. A la Puebla de Los Ángeles, homenaje.[10]
  - Nopales.[11]
  - Tlaxcala contemporánea: de 1922 a 1977.[12]
  - Historia de Nuestra Señora de Octolán: su aparición milagrosa y su culto a través de los tiempos. Apéndice: el arte religioso en la Basílica de Nuestra Señora de Ocotlan.[13]
  - Carnaval de Huejotzingo.[14]

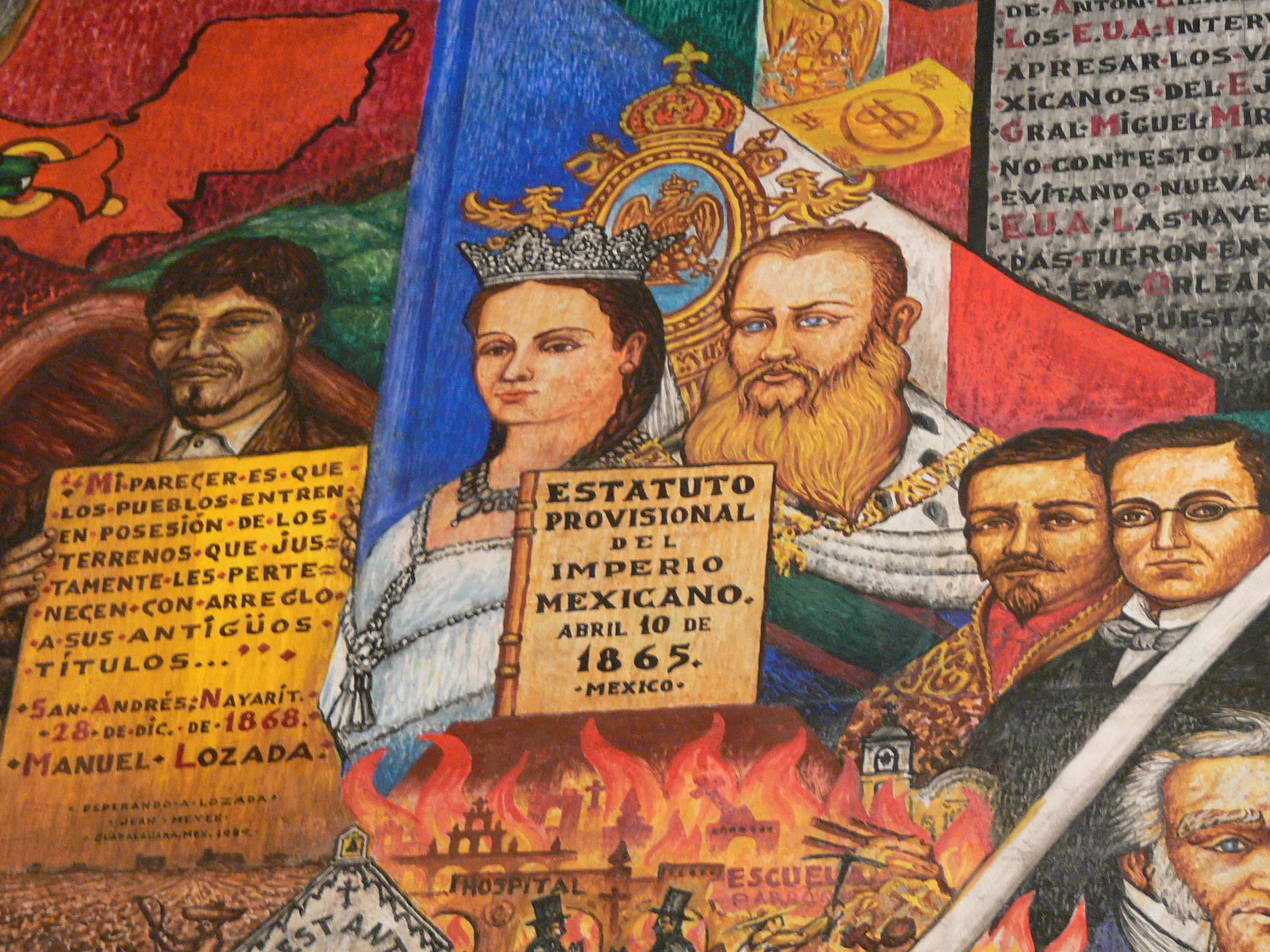
El Emperador Maximiliano I de México y la emperatriz Carlota de México
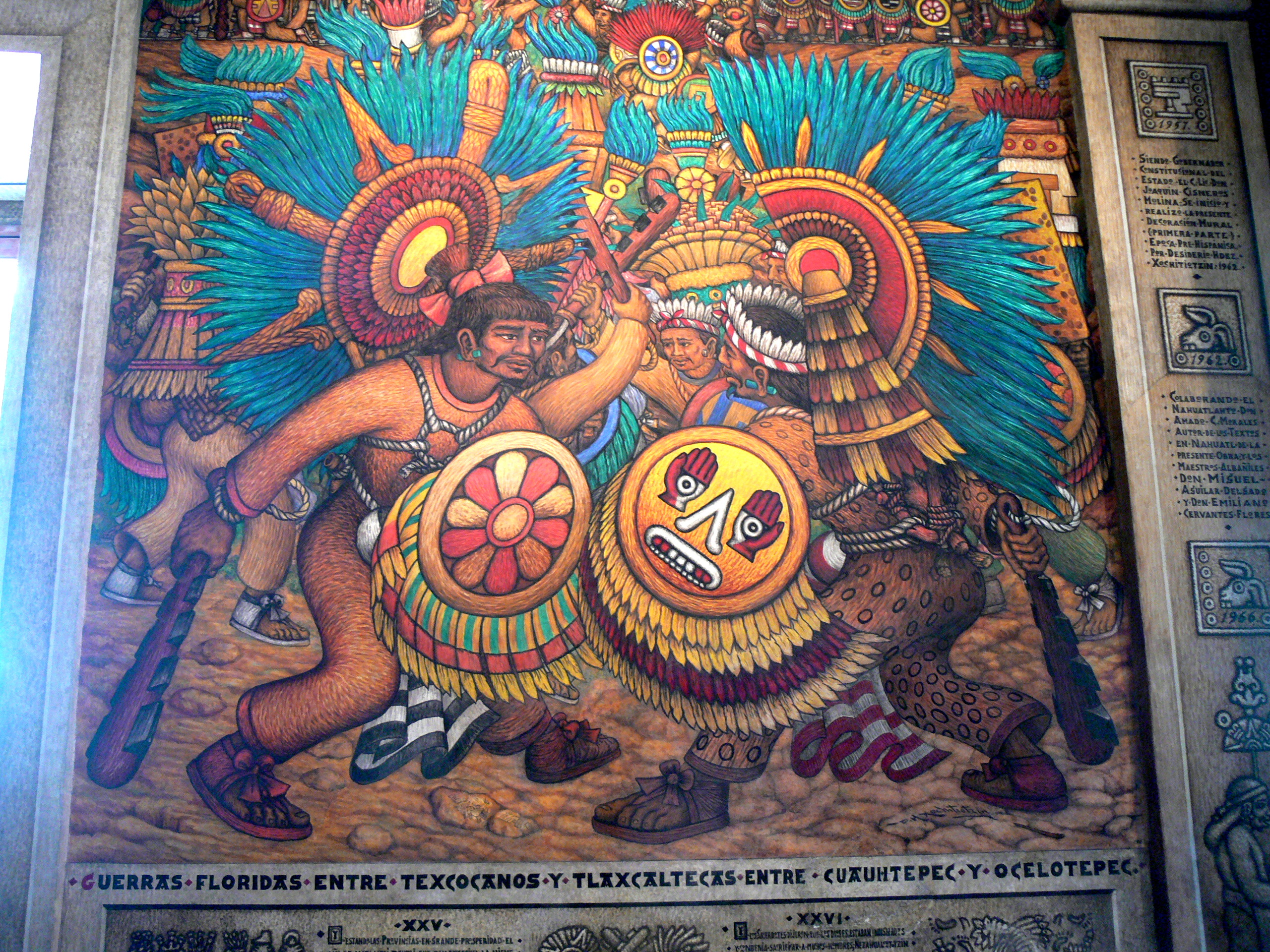
Guerras floridas entre texcocanos y tlaxcaltecas
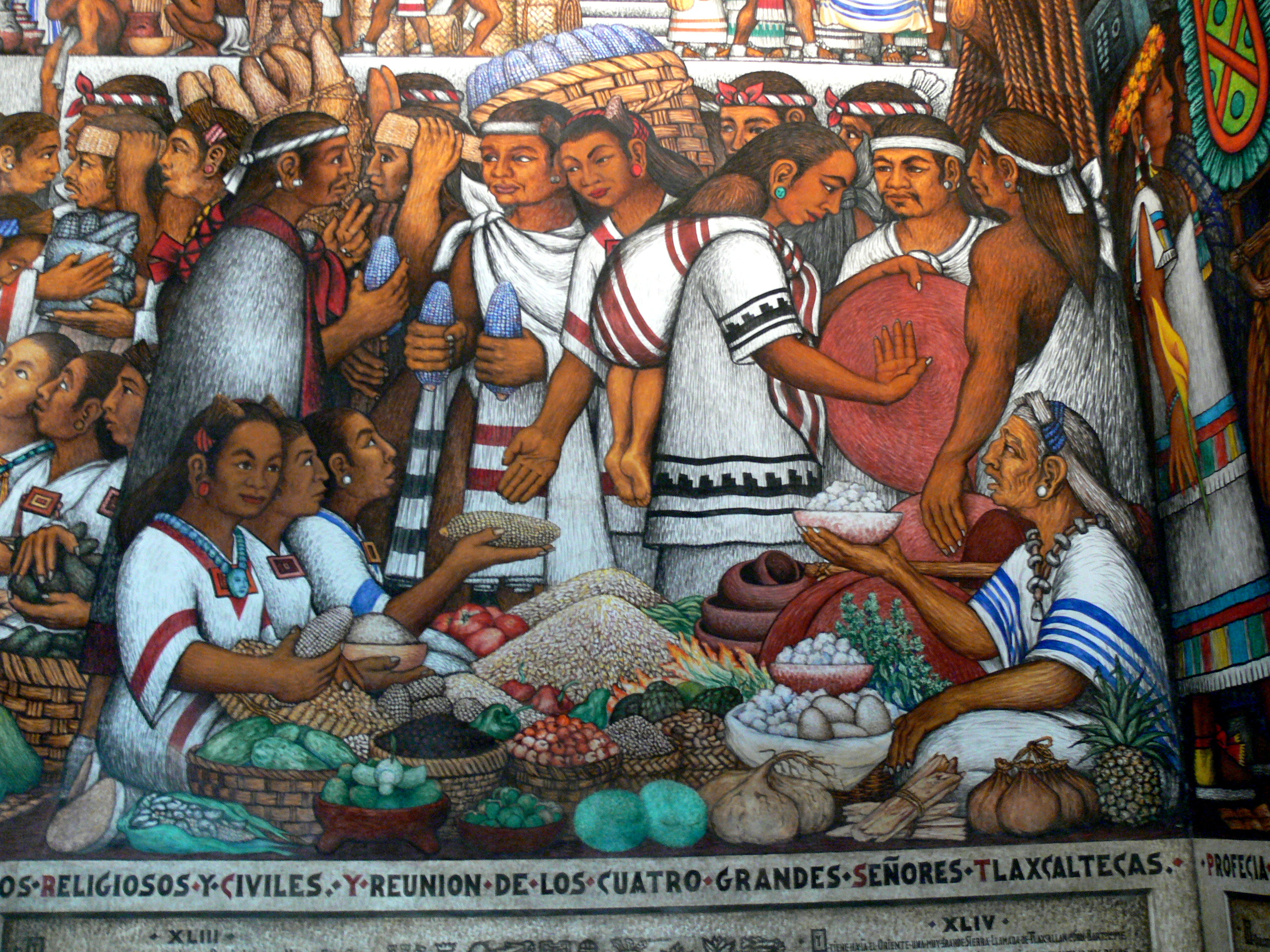
Comerciantes aborígenes en el mercado de Tlaxcala.
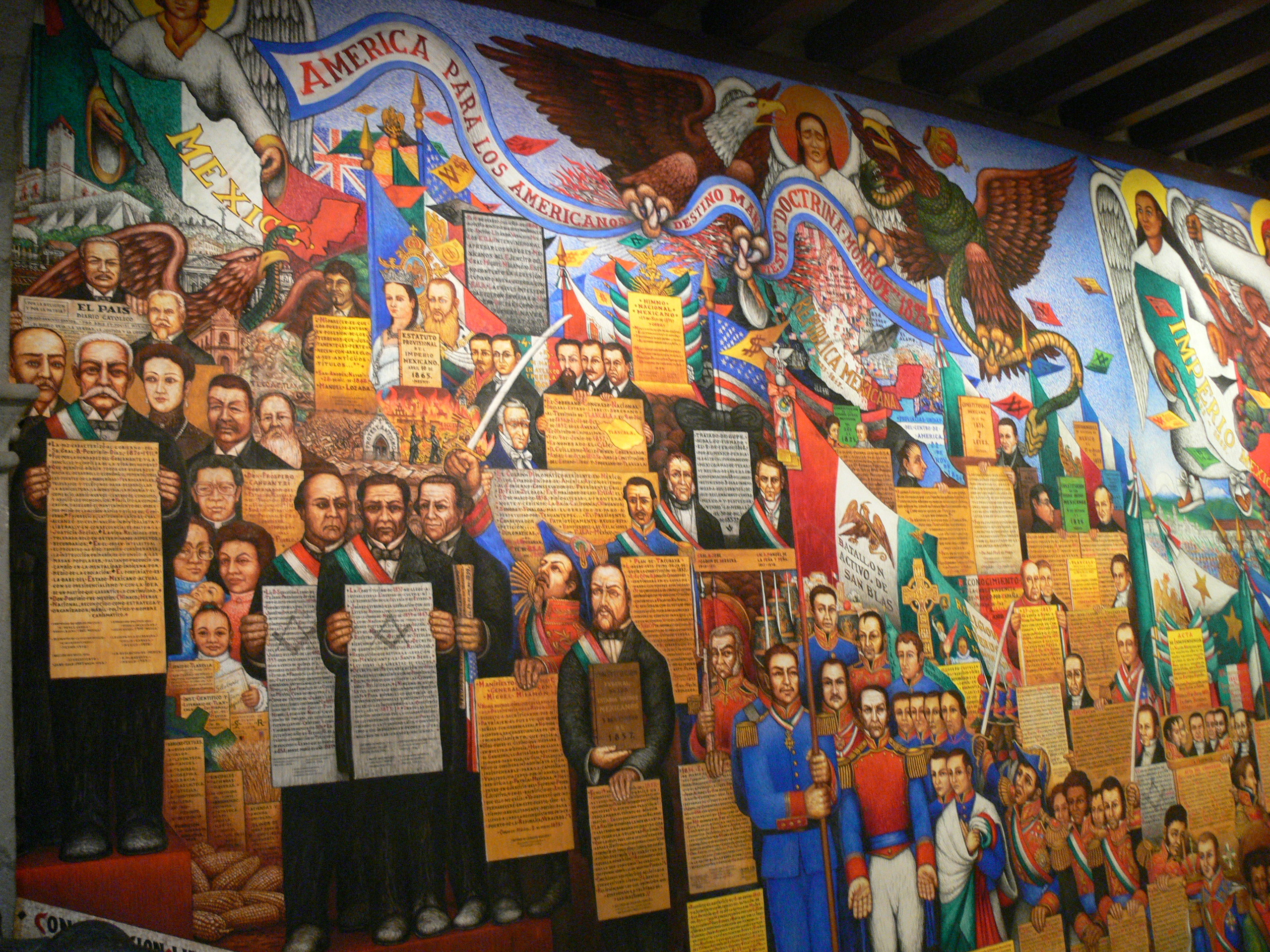
Historia de México desde su Independencia

## Reconocimientos
- Por su magna obra lo han condecorado a nivel internacional.
  - En Francia, la Universidad de la Sorbona.
  - En Estados Unidos las Universidades de Harvard y Oklahoma, nombrándolo como «El Mejor Muralista de México en el siglo XX».[15]
  - En Suecia, la Universidad de Estocolmo.
- Sus pinturas fueron expuestas en el museo del Vaticano.
- El Congreso lo nombró «embajador de la cultura tlaxcalteca».
- Recibe el título de arquitecto honoris causa por parte de la Universidad Popular Autónoma del Estado de Puebla  UPAEP.
- La pinacoteca del Estado de Tlaxcala lleva su nombre en reconocimiento a su aporte a la cultura.
- A tres meses de su fallecimiento, el 6 de diciembre de 2007, la Legislatura de Tlaxcala colocó en el muro de honor del Palacio Juárez, una inscripción en letras doradas: «Desiderio Hernández Xochitiotzin - Benemérito de la Cultura Tlaxcalteca».
- En septiembre de 2008 la Legislatura de Tlaxcla inauguró en el Patio Vitral la exposición fotográfica «Memoria Fotográfica, Memoria Viva».[16]
- En febrero de 2010, en la sede del Museo de Arte de Tlaxcala se realizó una exposición de obras en óleo, tinta y serigrafía, con el nombre «Desiderio Hernández Xochitiotzin, Identidad y Presencia».[17]
- Su imagen fue pintada a los pies de la estatua del guerrero Xicohténcatl, en la Plaza Xicoténcatl, en celebración de su octogésimo cumpleaños.[18]

## Últimos años
Después de una larga enfermedad ocasionada por una falla renal se mantuvo activo, siguiendo con sus actividades en pintura, dibujo, tintas chinas y estudios de historia relacionados con la realización de la última etapa de los Murales del Palacio de Gobierno de Tlaxcala, sin embargo no puede finalizarla y solicita a las administraciones que la lleve a cabo su hijo con la asesoría de él mismo, pero no recibe respuesta.
Los estudios e investigación quedan en manos de su heredero y los murales sobre Cristóbal Colón y los Reyes Católicos quedan inconclusos.
Una anécdota acerca de la fidelidad en su trabajo como muralista puede ser la siguiente: le conocí y traté con relativa frecuencia en su casa de Tlaxcala y estando presente en algunos momentos cuando realizaba los frescos del Palacio de Tlaxcala. Me hizo ver mientras pintaba el pasaje "el mercado", la siguiente observación con palabras muy semejantes a estas: "yo nunca pinto sin antes cerciorarme de que cada fruta, cada semilla, cada pieza de venta que contiene el mercado sea aquella misma que se tenía en aquel entonces allí; es parte de la seriedad de mi trabajo. (Apostilló)De igual forma en el pasaje donde se muestran vestiduras indígenas, jamás descuido ni un detalle al pintar ni una más ni una menos de las prendas exactas de aquellas vestimentas indígenas, hasta las correas de sus calzados.... Si otros pintores no lo hacen, yo sí lo haré siempre fruto de una seria investigación" (Alberto Vega Ponce).
El "Último Gran Muralista" falleció el 14 de septiembre de 2007 a la edad de 85 años, víctima de un paro respiratorio. Había estado internado una semana antes por una infección en la piel, y ya dado de alta tuvo una recaída relacionada con la falla renal que lo aquejaba desde hacía tiempo.